# Cartolina magnetica
La cartolina magnetica fu un supporto di memorizzazione inventato da Pier Giorgio Perotto  negli anni 1960 e usato fino a fine anni '70 sui computer Olivetti fino all'adozione del PC IBM e su alcuni calcolatori HP come la HP 9100A, su licenza Olivetti . Ebbe un uso, dal 1969, come mezzo di memorizzazione per alcune macchine da scrivere avanzate della IBM.

## Galleria di immagini

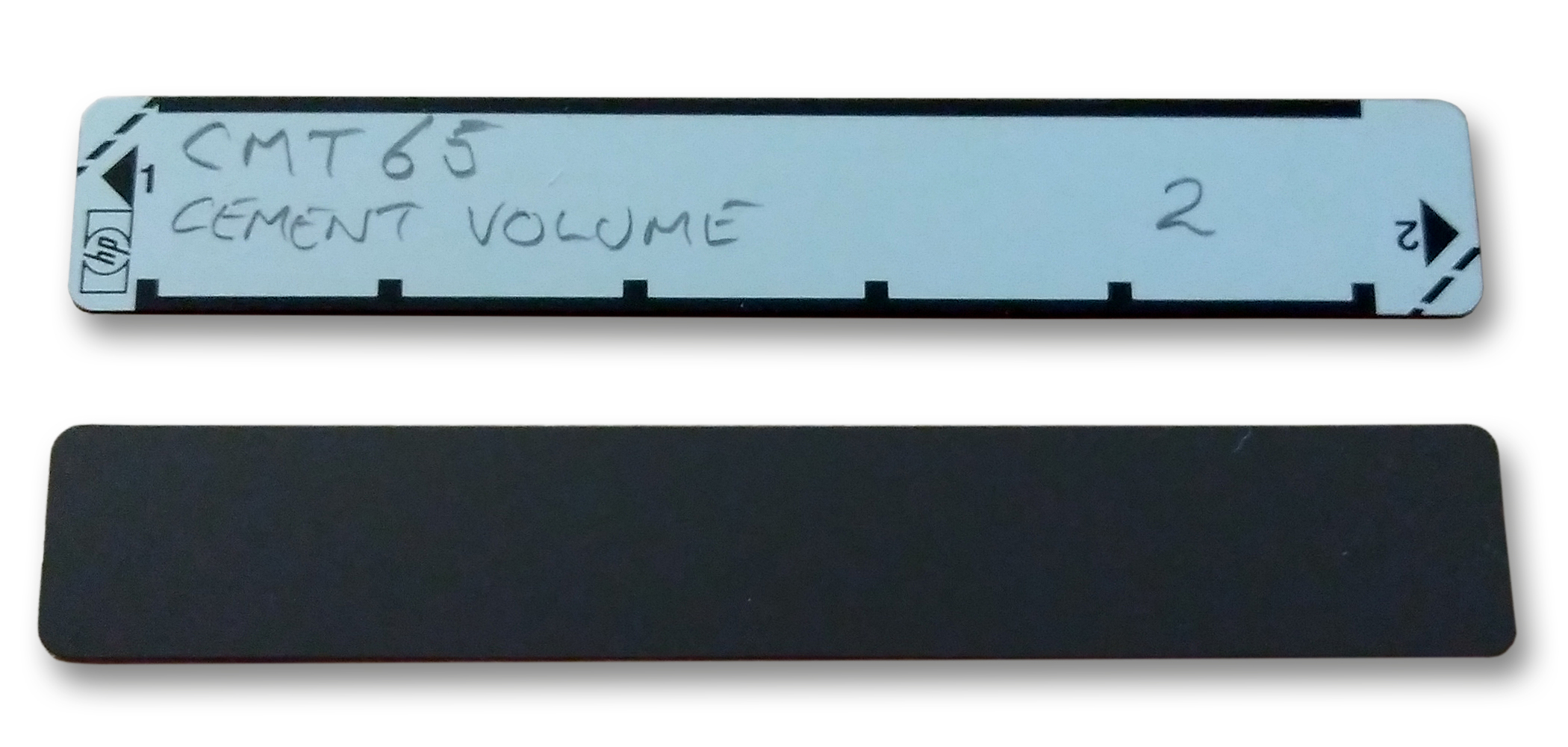
Cartolina per calcolatrici HP
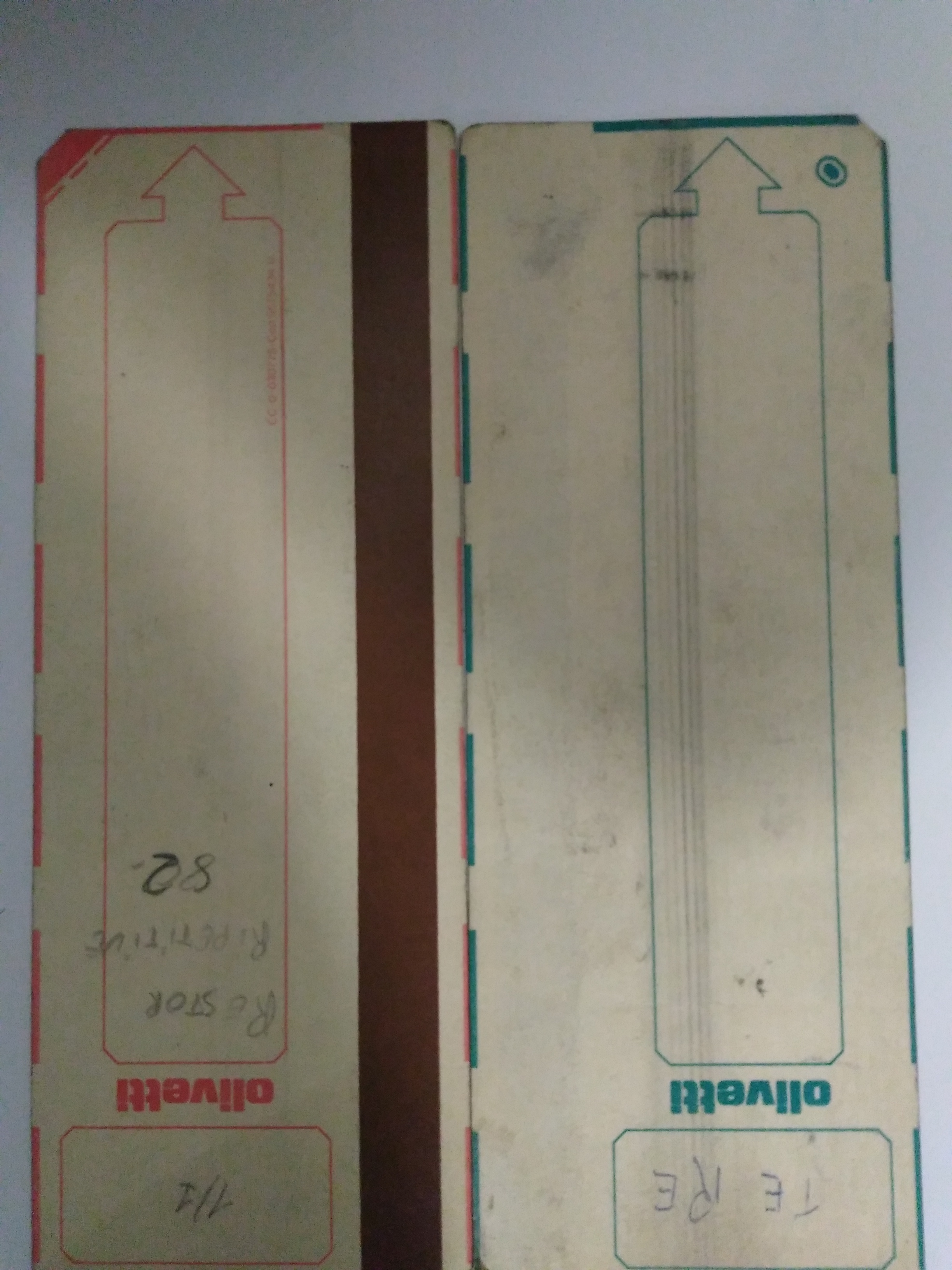
Cartolina dell'Olivetti Audit A5
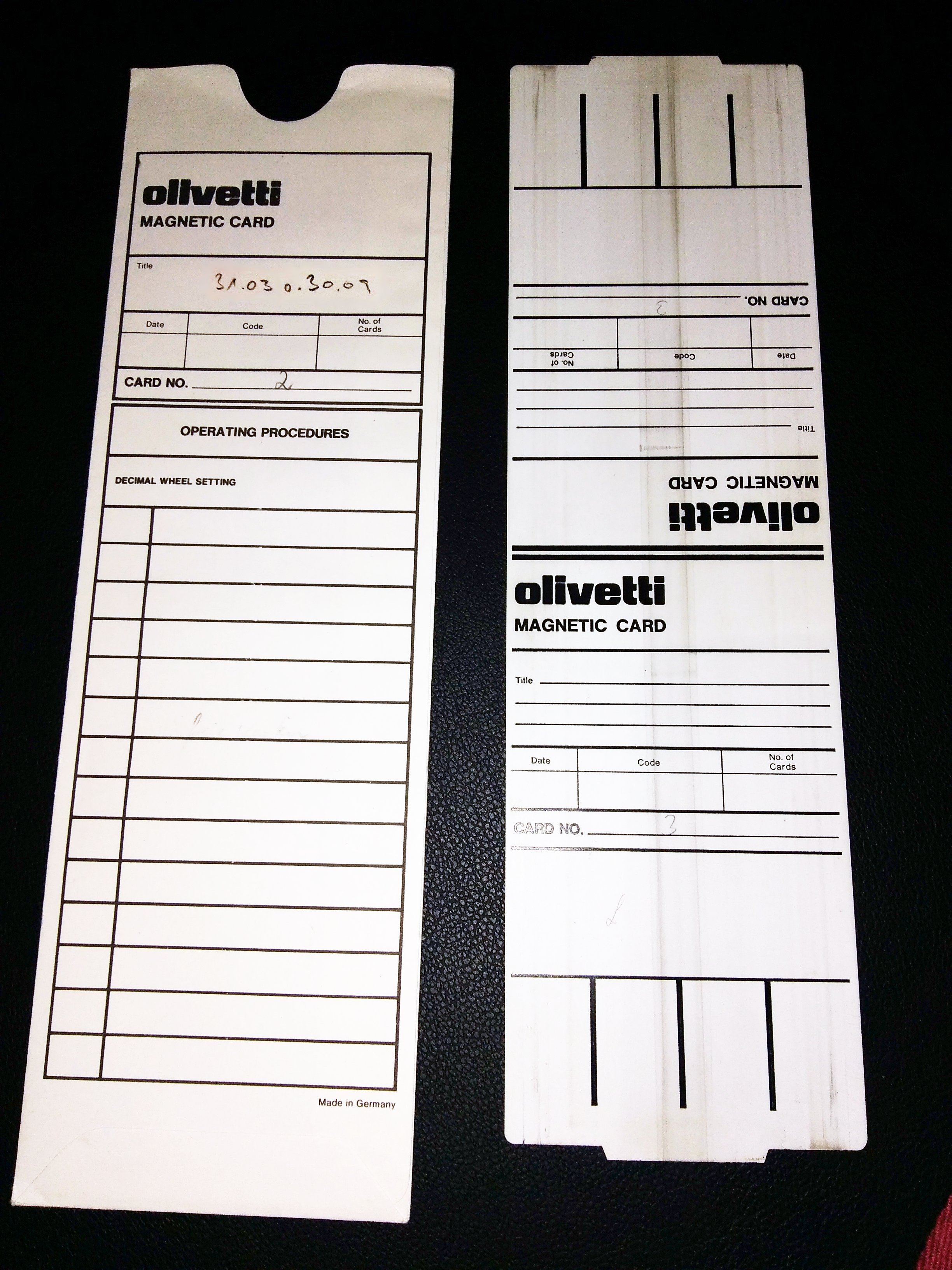
Cartolina della Programma 101 con la sua copertura
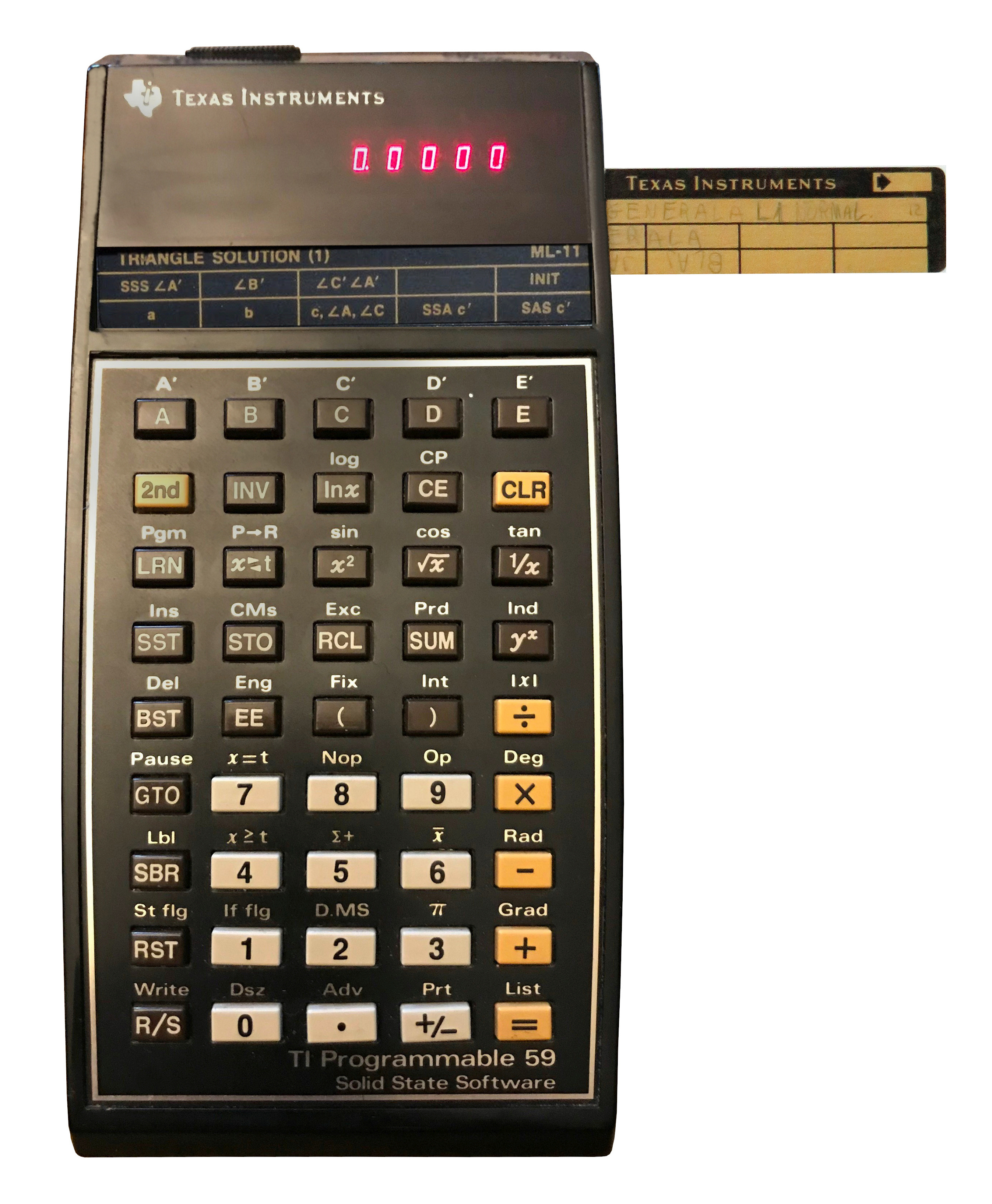
TI-59 con cartolina magnetica
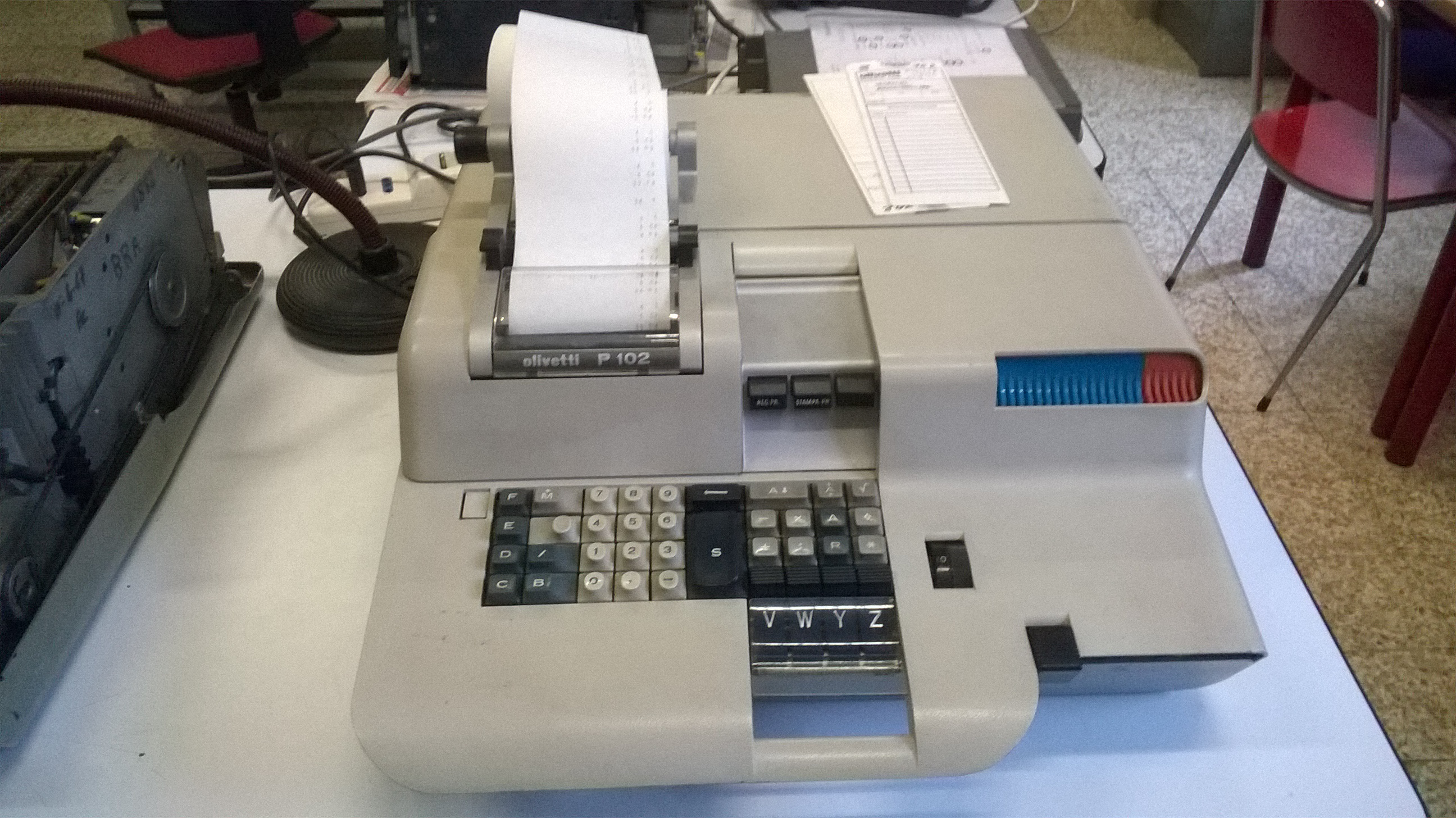
Olivetti P102 con due cartoline magnetiche sopra
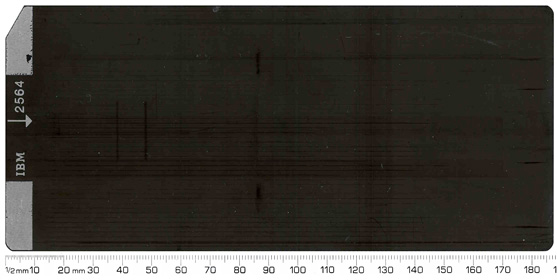
Cartoline IBM per macchine da scrivere